# Félix Ziem

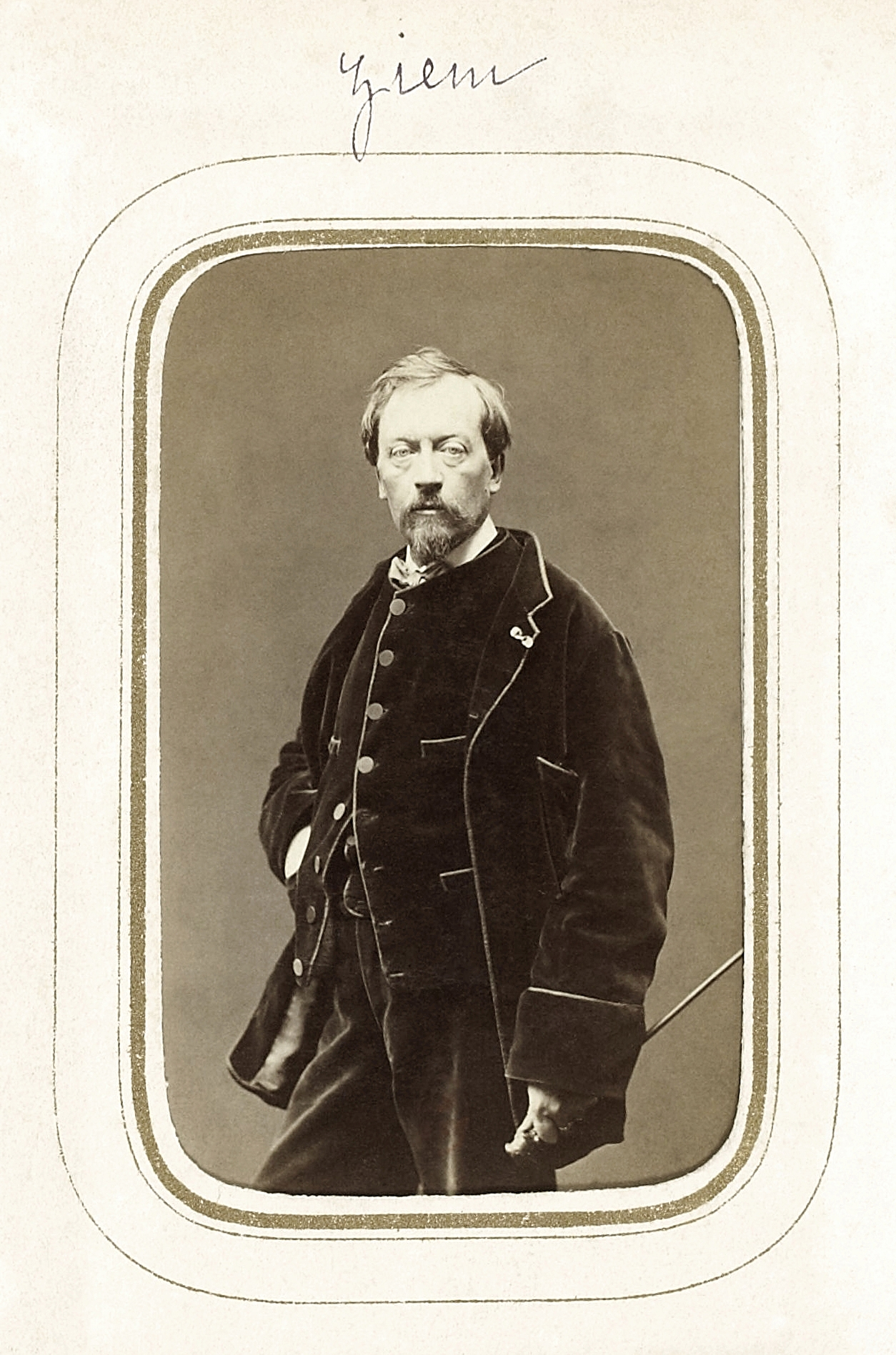
Félix Ziem

Félix-Francois Georges Philibert Ziem (* 26. Februar 1821 in Beaune; † 10. November 1911 in Paris) war ein französischer Maler, der der Schule von Barbizon zugerechnet werden kann.

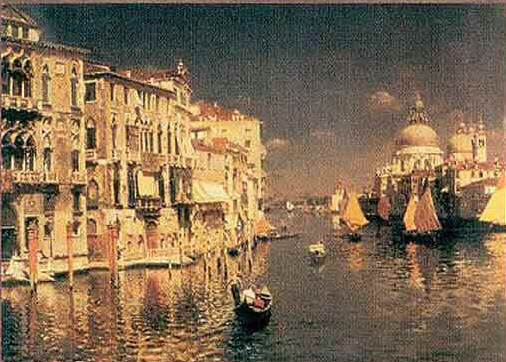
Bild von Félix Ziem

## Leben
Félix Ziem wurde als Sohn einer burgundischen Mutter und eines kroatischen Vaters im burgundischen Beaune geboren. Ziem studierte Architektur in Dijon und arbeitete einige Zeit als Architekt. Er machte nach mehreren Studienreisen nach Italien zwischen 1845 und 1848 sein Hobby, die Malerei, zum Beruf. In Venedig fand er Inspiration für seine Werke. Zudem malte er viele Stillleben, Porträts und Landschaftsbilder (u. a. mit Motiven aus dem Burgund und aus Konstantinopel) sowie Aquarelle.
Ziems erste Ausstellung im Pariser Salon 1849 wurde schnell zu einer Dauerausstellung. Als Teil der Schule von Barbizon reiste er durch Europa und kam 1860 nach Montmartre, dem Künstlerviertel Paris. Seine finanziellen Erfolge ermöglichten ihm die Unterstützung junger Künstler.
1857 ernannte ihn die französische Regierung in Anerkennung seiner Kunst zum Ritter der Ehrenlegion. 1901 wird er als Peintre Officiel de la Marine offizieller Marinemaler der französischen Marine im Offiziersrang.
Félix Ziem wurde auf dem Pariser Friedhof Père-Lachaise beerdigt.
Das Musée Ziem befindet sich in Martigues.